# Checagem de integridade
Checagem de integridade cria um banco de dados, com o registro dos dígitos verificadores de cada arquivo existente no disco,  para comparações posteriores. Quando for novamente feita esta checagem, o banco-de-dados é usado para certificar que nenhuma alteração seja encontrada nesses dígitos verificadores. Caso seja encontrado algum desses  dígitos diferentes dos gravados anteriormente, é dado o alarme da possível existência de um arquivo contaminado.
Cabe ao usuário verificar se a alteração foi devido a uma atividade suspeita, ou se foi causada
simplesmente por uma nova configuração, efetuada recentemente.